# Evgeni Gegetsjkori
Evgeni Gegetsjkori (Georgisch: ევგენი გეგეჭკორი) (Martvili, gouvernement Koetais, 22 april 1882 - Parijs, 5 juni 1954) was een Georgisch mensjewistisch politicus en minister van Buitenlandse Zaken en Justitie van de Democratische Republiek Georgië. Eerder was hij voorzitter van het Transkaukasisch Commissariaat, voorzitter van de voorlopige Transkaukasische Regering.

## Vroege leven
Evgeni Gegetsjkori werd 24 april 1882 (O.S.) geboren een adellijke familie in Martvili, een dorp in het oejezd Senaki in het  gouvernement Koetais van het Russisch Rijk. in de familie Aznauri; Georgisch naar nationaliteit. Hij ontving zijn middelbaar onderwijs aan de Georgische middelbare school in Koetaisi, de belangrijkste stad van West-Georgië.
Van 1902 tot 1906 studeerde Gegetsjkori aan de rechtenfaculteit van de Staatsuniversiteit van Moskou, waar hij kennismaakte met sociaaldemocratische kringen. Hij werd er voorzitter van de Vereniging van Georgische Studenten in Moskou. Gegechkori werd in 1903 lid van de Russische Sociaaldemocratische Arbeiderspartij, waar de Georgische Sociaaldemocratische Partij in deze periode een tak van werd. Vanwege het lidmaatschap van de illegale partij werd hij in 1904 gearresteerd. Gegetsjkori koos in 1905 voor de mensjewistische vleugel van de sociaaldemocraten in plaats van de radicalere bolsjewistische.

## Politiek
In 1907 keerde Gegetsjkori terug naar Georgië en werkte als beëdigd assistent-advocaat bij de districtsrechtbank van Koetaisi. Tegelijkertijd zette hij zijn politieke activiteiten voort in de sociaaldemocratische organisaties van de provincie Senaki. In datzelfde jaar werd hij verkozen als lid van de derde convocatie van de Russische Doema, als afgevaardigde namens het gouvernement Koetais. Samen met Nikoloz Tsjcheidze was hij een van de leiders van de sociaaldemocratische fractie. In 1912 werd hij niet herkozen voor de nieuwe Doema.
Tijdens de Februarirevolutie van 1917 werd Gegetsjkori benoemd tot commissaris van de voorlopige regering van het gouvernement Koetaisi. Daarna verhuisde hij naar Tbilisi en werd voorzitter van het Kaukasisch Revolutionair Centrum van Arbeiders en Soldaten. In hetzelfde jaar werd hij via de mensjewistische kieslijst verkozen als lid van de Russische Grondwetgevende Vergadering. Van 7 augustus tot 19 december 1917 was hij voorzitter van de Staatsraad van Tbilisi.

### Transkaukasische Federatie
Na de Oktoberrevolutie van 1917 trokken de Georgische mensjewieken zich terug uit de Russische politiek en werd de losmaking van de Transkaukasische naties in gang gezet. Gegetsjkori werd op 14 november 1917 de voorzitter van het Transkaukasisch Commissariaat, een tijdelijke regering die de Armeense, Azerbeidzjaanse en Georgische politieke elite verenigde en een nieuwe federale staat voorbereidde. In dezelfde maand werd hij verkozen tot lid van de Nationale Raad van Georgië. Onder zijn leiding werd de evacuatie van de bolsjewistische soldaten van het Kaukasusfront naar Rusland uitgevoerd.
In februari 1918 werd de Transkaukasische Sejm opgericht, waar Gegetjskori lid van werd. Een maand later werd het Transkaukasisch Commissariaat opgeheven en werd een  Voorlopige Transkaukasische Regering opgericht. Gegetsjkori werd door de Sejm verkozen tot voorzitter (premier) van de voorlopige regering en tevens tot minister van Defensie. In deze hoedanigheid verwierp hij namens de Transkaukasische naties de Vrede van Brest-Litovsk en initieerde daarna een apart verdrag met het Ottomaanse Rijk. Op 22 april 1918 werd de onafhankelijkheid van de Transkaukasische Democratische Federatieve Republiek uitgeroepen, en werd een nieuwe regering gevormd onder leiding van Akaki Tsjchenkeli.

### Democratische Republiek Georgië

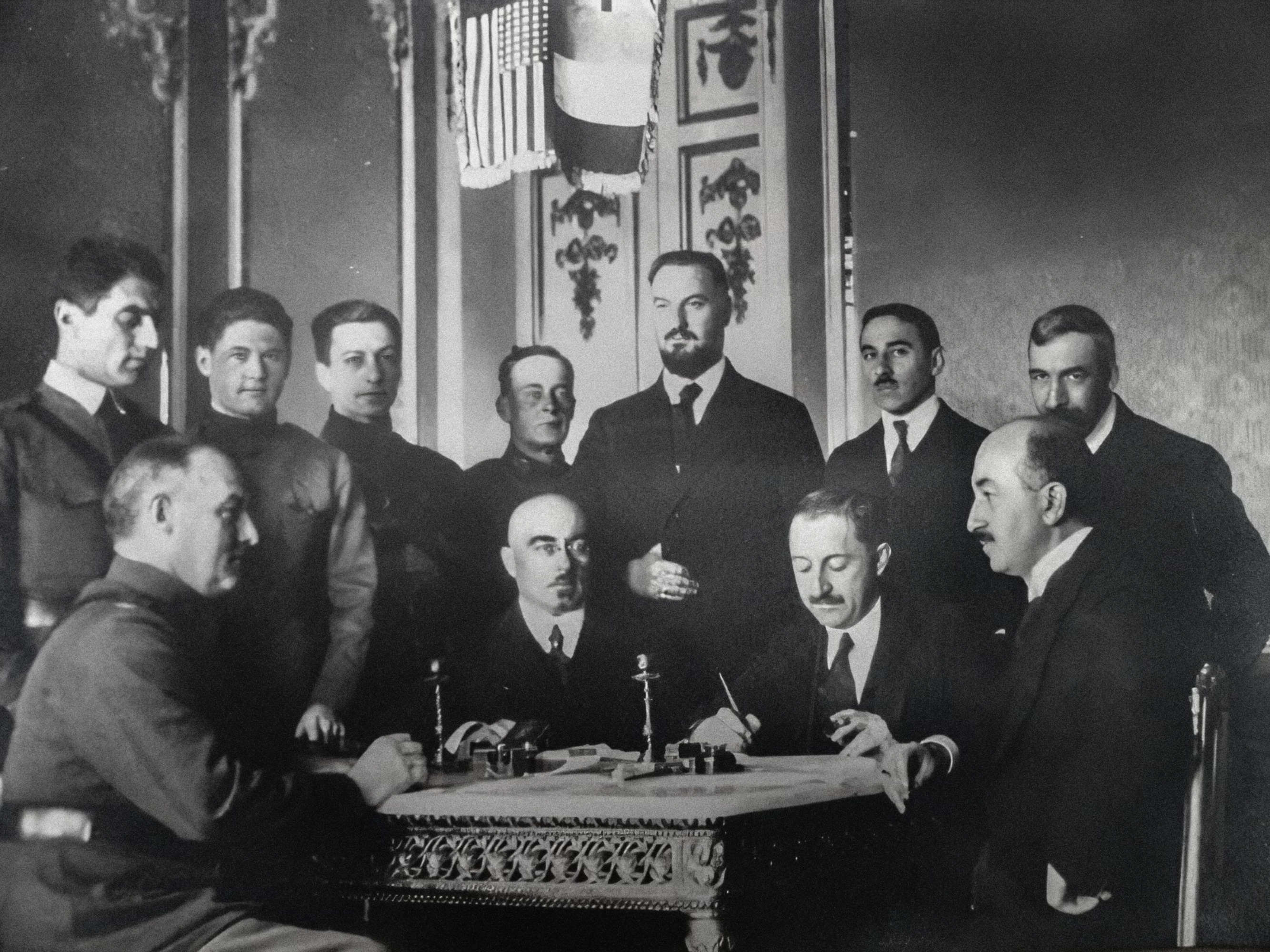
Gegetsjkori (r.) was instrumenteel in de vredesonderhandelingen tussen Armenië en Azerbeidzjan. Ondertekening van de Armeens-Azerbeidzjaanse overeenkomst over Zangezoer op 23 november 1919 in Tbilisi.

Een maand later op 26 mei 1918 ondertekende Gegetsjkori de Akte van Onafhankelijkheid van de Democratische Republiek Georgië samen met alle ander leden van de Nationale Raad van Georgië waar hij nog steeds in zat. In november 1918 volgde Gegetsjkori buitenlandminister Tsjchenkeli op, en werd hij tegelijkertijd vice-voorzitter van de regering. Op 12 maart 1919 werd hij verkozen tot lid van de grondwetgevende vergadering van Georgië via de lijst van de Sociaaldemocratische Partij. Na deze verkiezingen bleef hij minister van Buitenlandse Zaken in de nieuwe regering en werd hij in 1921 daarnaast ook minister van Justitie.
Hij werkte nauw samen met diplomaten van het Entente-blok en was herhaaldelijk bemiddelaar tussen Azerbeidzjan en Armenië. In 1919 speelde hij een belangrijke rol bij het staakt-het-vuren in de Armeens-Azerbeidzjaanse Oorlog om Zangezoer en de ondertekening van het verdrag tussen Armenië en Azerbeidzjan. In september 1920 werd hij naar Europa gestuurd om diplomatieke onderhandelingen te voeren over de de jure erkenning van Georgië, die op 27 januari 1921 met succes werd afgerond.

### Invasie Rode Leger en ballingschap
Als gevolg van de Sovjet-bezetting van Georgië in 1921 vluchtte Gegetsjkori net als veel andere politiek leiders na een instructie van de grondwetgevende vergadering naar Frankrijk om zich als lid van de regering in ballingschap in te zetten voor de bevrijding van Georgië. Na de onderdrukking van de Augustusopstand in 1924 namen de autoriteiten van de Georgische sovjetrepubliek zijn eigendommen in beslag.
In de daaropvolgende jaren probeerden geheime sovjetdiensten Gegetsjkori een aantal keren te recruteren en via hem de Georgische emigrantengemeenschap te verzwakken. Hem werd onder meer aangeboden terug te keren naar zijn vaderland. Deze inspanningen waren tevergeefs. In 1951 trad Gegetsjkori toe tot de Georgische Nationale Raad in ballingschap. In oktober 1952 sloot hij zich aan bij het anti-bolsjewistische coördinatiecentrum dat in München werd opgericht, waar hij de standpunten van de onafhankelijkheid van Georgië verdedigde. Na de dood van Noë Zjordania op 11 januari 1953 werd Gegetsjkori in naam zijn opvolger als premier van de regering in ballingschap.
Anderhalf jaar later stierf Evgeni Gegetsjkori zelf op 72-jarige leeftijd. Hij werd begraven op de Georgische begraafplaats in Leuville-sur-Orge net buiten Parijs, waar vele prominente Georgische emigranten begraven liggen waaronder leden uit de regering in ballingschap. De regering in ballingschap hield op te bestaan met het overlijden van Gegetsjkori.